# Carrick-on-Suir
Carrick-on-Suir (en irlandès Carraig na Siúire o "roca en el Suir") és una ciutat d'Irlanda, al comtat de Tipperary Sud, a la província de Munster. Es troba als marges del riu Suir, a 21 kilòmetres a l'est de Clonmel i 27 kilòmetres a l'oest de Waterford. Està a la baronia històrica d'Iffa and Offa East.

## Història
La vila fou una illa sobre el riu Suir fins a finals del segle xviii. Els primers assentaments daten de 1247 i s'hi celebraven tres fires. Des del segle xiv formà part dels dominis de la família Butler, el primer dels quals, Edmund Butler, fou nomenat comte de Carrick el 1315. El seu fill James fou creat comte d'Ormond el 1328 i els seus descendents van edificar el proper castell d'Ormonde. El 1649 fou conquerit per les tropes d'Oliver Cromwell durant les operacions del setge de Waterford.
Des del 1670 els Ormond hi van desenvolupar la indústria del cotó, que va portar gran posteritat i provocà un fort augment demogràfic (fins a 11.000 habitants el 1799) que s'aturà totalment amb la Gran Fam Irlandesa.
Durant la Guerra Civil Irlandesa fou ocupada per les forces de l'IRA contràries al Tractat Angloirlandès fins que fou recuperada per les tropes lleials a l'Estat Lliure Irlandès en 1922.

## Personatges il·lustres
- Sean Kelly, ciclista
- Tom Kiely, medalla olímpica en decatló als Jocs Olímpics d'Estiu de 1904.
- Bobby Clancy (1927-2002), guitarrista i cantant de folk.